# Desperate Housewives/Staffel 4
Dieser Artikel enthält alle Episoden der vierten Staffel der US-amerikanischen Dramedy-Serie Desperate Housewives, sortiert nach der US-amerikanischen Erstausstrahlung. Sie wurden vom 30. September 2007 bis zum 18. Mai 2008 auf dem US-amerikanischen Sender ABC gesendet. Die deutschsprachige Erstausstrahlung sendete der der Schweizer Free-TV-Sender SRF zwei vom 11. Februar bis zum 10. November 2008. Die vierte Staffel ist die kürzeste Staffel der Serie, da es bei ABC einen Autorenstreik gab und die Handlung der vierten Staffel somit frühzeitig beendet werden musste.

## Folgenleiste
| Folgenleiste der Figuren aus Desperate Housewives | Folgenleiste der Figuren aus Desperate Housewives | Folgenleiste der Figuren aus Desperate Housewives | Folgenleiste der Figuren aus Desperate Housewives | Folgenleiste der Figuren aus Desperate Housewives | Folgenleiste der Figuren aus Desperate Housewives | Folgenleiste der Figuren aus Desperate Housewives | Folgenleiste der Figuren aus Desperate Housewives | Folgenleiste der Figuren aus Desperate Housewives | Folgenleiste der Figuren aus Desperate Housewives | Folgenleiste der Figuren aus Desperate Housewives | Folgenleiste der Figuren aus Desperate Housewives | Folgenleiste der Figuren aus Desperate Housewives | Folgenleiste der Figuren aus Desperate Housewives | Folgenleiste der Figuren aus Desperate Housewives | Folgenleiste der Figuren aus Desperate Housewives | Folgenleiste der Figuren aus Desperate Housewives | Folgenleiste der Figuren aus Desperate Housewives | Folgenleiste der Figuren aus Desperate Housewives | Folgenleiste der Figuren aus Desperate Housewives |
| Staffel 4                                         | Staffel 4                                         | Staffel 4                                         | Staffel 4                                         | Staffel 4                                         | Staffel 4                                         | Staffel 4                                         | Staffel 4                                         | Staffel 4                                         | Staffel 4                                         | Staffel 4                                         | Staffel 4                                         | Staffel 4                                         | Staffel 4                                         | Staffel 4                                         | Staffel 4                                         | Staffel 4                                         | Staffel 4                                         | Staffel 4                                         | Staffel 4                                         |
| Figur                                             | Darsteller                                        | 1 (71)                                            | 2 (72)                                            | 3 (73)                                            | 4 (74)                                            | 5 (75)                                            | 6 (76)                                            | 7 (77)                                            | 8 (78)                                            | 9 (79)                                            | 10 (80)                                           | 11 (81)                                           | 12 (82)                                           | 13 (83)                                           | 14 (84)                                           | 15 (85)                                           | 16 (86)                                           | 17 (87)                                           | Gesamt                                            |
| Hauptrollen                                       | Hauptrollen                                       | Hauptrollen                                       | Hauptrollen                                       | Hauptrollen                                       | Hauptrollen                                       | Hauptrollen                                       | Hauptrollen                                       | Hauptrollen                                       | Hauptrollen                                       | Hauptrollen                                       | Hauptrollen                                       | Hauptrollen                                       | Hauptrollen                                       | Hauptrollen                                       | Hauptrollen                                       | Hauptrollen                                       | Hauptrollen                                       | Hauptrollen                                       | Hauptrollen                                       |
| ------------------------------------------------- | ------------------------------------------------- | ------------------------------------------------- | ------------------------------------------------- | ------------------------------------------------- | ------------------------------------------------- | ------------------------------------------------- | ------------------------------------------------- | ------------------------------------------------- | ------------------------------------------------- | ------------------------------------------------- | ------------------------------------------------- | ------------------------------------------------- | ------------------------------------------------- | ------------------------------------------------- | ------------------------------------------------- | ------------------------------------------------- | ------------------------------------------------- | ------------------------------------------------- | ------------------------------------------------- |
| Susan Mayer                                       | Teri Hatcher                                      |                                                   |                                                   |                                                   |                                                   |                                                   |                                                   |                                                   |                                                   |                                                   |                                                   |                                                   |                                                   |                                                   |                                                   |                                                   |                                                   |                                                   | 17                                                |
| Lynette Scavo                                     | Felicity Huffman                                  |                                                   |                                                   |                                                   |                                                   |                                                   |                                                   |                                                   |                                                   |                                                   |                                                   |                                                   |                                                   |                                                   |                                                   |                                                   |                                                   |                                                   | 17                                                |
| Bree Hodge                                        | Marcia Cross                                      |                                                   |                                                   |                                                   |                                                   |                                                   |                                                   |                                                   |                                                   |                                                   |                                                   |                                                   |                                                   |                                                   |                                                   |                                                   |                                                   |                                                   | 17                                                |
| Gabrielle Solis/Lang                              | Eva Longoria                                      |                                                   |                                                   |                                                   |                                                   |                                                   |                                                   |                                                   |                                                   |                                                   |                                                   |                                                   |                                                   |                                                   |                                                   |                                                   |                                                   |                                                   | 17                                                |
| Edie Britt                                        | Nicollette Sheridan                               |                                                   |                                                   |                                                   |                                                   |                                                   |                                                   |                                                   |                                                   |                                                   |                                                   |                                                   |                                                   |                                                   |                                                   |                                                   |                                                   |                                                   | 15                                                |
| Carlos Solis                                      | Ricardo Antonio Chavira                           |                                                   |                                                   |                                                   |                                                   |                                                   |                                                   |                                                   |                                                   |                                                   |                                                   |                                                   |                                                   |                                                   |                                                   |                                                   |                                                   |                                                   | 17                                                |
| Julie Mayer                                       | Andrea Bowen                                      |                                                   |                                                   |                                                   |                                                   |                                                   |                                                   |                                                   |                                                   |                                                   |                                                   |                                                   |                                                   |                                                   |                                                   |                                                   |                                                   |                                                   | 14                                                |
| Tom Scavo                                         | Doug Savant                                       |                                                   |                                                   |                                                   |                                                   |                                                   |                                                   |                                                   |                                                   |                                                   |                                                   |                                                   |                                                   |                                                   |                                                   |                                                   |                                                   |                                                   | 17                                                |
| Orson Hodge                                       | Kyle MacLachlan                                   |                                                   |                                                   |                                                   |                                                   |                                                   |                                                   |                                                   |                                                   |                                                   |                                                   |                                                   |                                                   |                                                   |                                                   |                                                   |                                                   |                                                   | 17                                                |
| Katherine Mayfair                                 | Dana Delany                                       |                                                   |                                                   |                                                   |                                                   |                                                   |                                                   |                                                   |                                                   |                                                   |                                                   |                                                   |                                                   |                                                   |                                                   |                                                   |                                                   |                                                   | 16                                                |
| Mary Alice Young                                  | Brenda Strong                                     |                                                   |                                                   |                                                   |                                                   |                                                   |                                                   |                                                   |                                                   |                                                   |                                                   |                                                   |                                                   |                                                   |                                                   |                                                   |                                                   |                                                   | 17                                                |
| Mike Delfino                                      | James Denton                                      |                                                   |                                                   |                                                   |                                                   |                                                   |                                                   |                                                   |                                                   |                                                   |                                                   |                                                   |                                                   |                                                   |                                                   |                                                   |                                                   |                                                   | 16                                                |
| Nebenrollen                                       |                                                   |                                                   |                                                   |                                                   |                                                   |                                                   |                                                   |                                                   |                                                   |                                                   |                                                   |                                                   |                                                   |                                                   |                                                   |                                                   |                                                   |                                                   |                                                   |
| Andrew van de Kamp                                | Shawn Pyfrom                                      |                                                   |                                                   |                                                   |                                                   |                                                   |                                                   |                                                   |                                                   |                                                   |                                                   |                                                   |                                                   |                                                   |                                                   |                                                   |                                                   |                                                   | 12                                                |
| Dylan Mayfair                                     | Lyndsy Fonseca                                    |                                                   |                                                   |                                                   |                                                   |                                                   |                                                   |                                                   |                                                   |                                                   |                                                   |                                                   |                                                   |                                                   |                                                   |                                                   |                                                   |                                                   | 14                                                |
| Danielle van de Kamp                              | Joy Lauren                                        |                                                   |                                                   |                                                   |                                                   |                                                   |                                                   |                                                   |                                                   |                                                   |                                                   |                                                   |                                                   |                                                   |                                                   |                                                   |                                                   |                                                   | 4                                                 |
| Preston Scavo                                     | Brent Kinsman                                     |                                                   |                                                   |                                                   |                                                   |                                                   |                                                   |                                                   |                                                   |                                                   |                                                   |                                                   |                                                   |                                                   |                                                   |                                                   |                                                   |                                                   | 14                                                |
| Porter Scavo                                      | Shane Kinsman                                     |                                                   |                                                   |                                                   |                                                   |                                                   |                                                   |                                                   |                                                   |                                                   |                                                   |                                                   |                                                   |                                                   |                                                   |                                                   |                                                   |                                                   | 14                                                |
| Parker Scavo                                      | Zane Huett                                        |                                                   |                                                   |                                                   |                                                   |                                                   |                                                   |                                                   |                                                   |                                                   |                                                   |                                                   |                                                   |                                                   |                                                   |                                                   |                                                   |                                                   | 10                                                |
| Kayla Huntington-Scavo                            | Rachel Fox                                        |                                                   |                                                   |                                                   |                                                   |                                                   |                                                   |                                                   |                                                   |                                                   |                                                   |                                                   |                                                   |                                                   |                                                   |                                                   |                                                   |                                                   | 10                                                |
| Gastrollen                                        |                                                   |                                                   |                                                   |                                                   |                                                   |                                                   |                                                   |                                                   |                                                   |                                                   |                                                   |                                                   |                                                   |                                                   |                                                   |                                                   |                                                   |                                                   |                                                   |
| Adam Mayfair                                      | Nathan Fillion                                    |                                                   |                                                   |                                                   |                                                   |                                                   |                                                   |                                                   |                                                   |                                                   |                                                   |                                                   |                                                   |                                                   |                                                   |                                                   |                                                   |                                                   | 11                                                |
| Karen McCluskey                                   | Kathryn Joosten                                   |                                                   |                                                   |                                                   |                                                   |                                                   |                                                   |                                                   |                                                   |                                                   |                                                   |                                                   |                                                   |                                                   |                                                   |                                                   |                                                   |                                                   | 10                                                |
| Penny Scavo                                       | Darien und Kerstin Pinkerton                      |                                                   |                                                   |                                                   |                                                   |                                                   |                                                   |                                                   |                                                   |                                                   |                                                   |                                                   |                                                   |                                                   |                                                   |                                                   |                                                   |                                                   | 8                                                 |
| Victor Lang                                       | John Slattery                                     |                                                   |                                                   |                                                   |                                                   |                                                   |                                                   |                                                   |                                                   |                                                   |                                                   |                                                   |                                                   |                                                   |                                                   |                                                   |                                                   |                                                   | 7                                                 |
| Stella Wingfield                                  | Polly Bergen                                      |                                                   |                                                   |                                                   |                                                   |                                                   |                                                   |                                                   |                                                   |                                                   |                                                   |                                                   |                                                   |                                                   |                                                   |                                                   |                                                   |                                                   | 5                                                 |
| Ida Greenberg                                     | Pat Crawford Brown                                |                                                   |                                                   |                                                   |                                                   |                                                   |                                                   |                                                   |                                                   |                                                   |                                                   |                                                   |                                                   |                                                   |                                                   |                                                   |                                                   |                                                   | 4                                                 |
| Bob Hunter                                        | Tuc Watkins                                       |                                                   |                                                   |                                                   |                                                   |                                                   |                                                   |                                                   |                                                   |                                                   |                                                   |                                                   |                                                   |                                                   |                                                   |                                                   |                                                   |                                                   | 7                                                 |
| Lee McDermott                                     | Kevin Rahm                                        |                                                   |                                                   |                                                   |                                                   |                                                   |                                                   |                                                   |                                                   |                                                   |                                                   |                                                   |                                                   |                                                   |                                                   |                                                   |                                                   |                                                   | 7                                                 |
| Phyllis van de Kamp                               | Shirley Knight                                    |                                                   |                                                   |                                                   |                                                   |                                                   |                                                   |                                                   |                                                   |                                                   |                                                   |                                                   |                                                   |                                                   |                                                   |                                                   |                                                   |                                                   | 2                                                 |
| Lillian Simms                                     | Ellen Geer                                        |                                                   |                                                   |                                                   |                                                   |                                                   |                                                   |                                                   |                                                   |                                                   |                                                   |                                                   |                                                   |                                                   |                                                   |                                                   |                                                   |                                                   | 2                                                 |
| John Rowland                                      | Jesse Metcalfe                                    |                                                   |                                                   |                                                   |                                                   |                                                   |                                                   |                                                   |                                                   |                                                   |                                                   |                                                   |                                                   |                                                   |                                                   |                                                   |                                                   |                                                   | 1                                                 |
| Benjamin Hodge                                    | Jake Soldera                                      |                                                   |                                                   |                                                   |                                                   |                                                   |                                                   |                                                   |                                                   |                                                   |                                                   |                                                   |                                                   |                                                   |                                                   |                                                   |                                                   |                                                   | 8                                                 |
| Milton Lang                                       | Mike Farrell                                      |                                                   |                                                   |                                                   |                                                   |                                                   |                                                   |                                                   |                                                   |                                                   |                                                   |                                                   |                                                   |                                                   |                                                   |                                                   |                                                   |                                                   | 2                                                 |
| Sylvia Greene                                     | Melora Walters                                    |                                                   |                                                   |                                                   |                                                   |                                                   |                                                   |                                                   |                                                   |                                                   |                                                   |                                                   |                                                   |                                                   |                                                   |                                                   |                                                   |                                                   | 2                                                 |
| Detective Lyons                                   | Billy Mayo                                        |                                                   |                                                   |                                                   |                                                   |                                                   |                                                   |                                                   |                                                   |                                                   |                                                   |                                                   |                                                   |                                                   |                                                   |                                                   |                                                   |                                                   | 1                                                 |
| Wayne Davis                                       | Gary Cole                                         |                                                   |                                                   |                                                   |                                                   |                                                   |                                                   |                                                   |                                                   |                                                   |                                                   |                                                   | 3                                                 |                                                   |                                                   |                                                   |                                                   |                                                   | 7                                                 |
| Father Crowley                                    | Jeff Doucette                                     |                                                   |                                                   |                                                   |                                                   |                                                   |                                                   |                                                   |                                                   |                                                   |                                                   |                                                   |                                                   |                                                   |                                                   |                                                   |                                                   |                                                   | 1                                                 |
| Reverend Sikes                                    | Dakin Matthews                                    |                                                   |                                                   |                                                   |                                                   |                                                   |                                                   |                                                   |                                                   |                                                   |                                                   |                                                   |                                                   |                                                   |                                                   |                                                   |                                                   |                                                   | 1                                                 |
| Monique Polier                                    | Kathleen York                                     |                                                   |                                                   |                                                   |                                                   |                                                   |                                                   |                                                   |                                                   |                                                   |                                                   |                                                   | 1                                                 |                                                   |                                                   |                                                   |                                                   |                                                   | 1                                                 |
| Gloria Hodge                                      |                                                   |                                                   |                                                   |                                                   |                                                   |                                                   |                                                   |                                                   |                                                   |                                                   |                                                   |                                                   | 2                                                 |                                                   |                                                   |                                                   |                                                   |                                                   | 1                                                 |
| Rick Coletti                                      | Jason Gedrick                                     |                                                   |                                                   |                                                   |                                                   |                                                   |                                                   |                                                   |                                                   |                                                   |                                                   |                                                   |                                                   |                                                   |                                                   |                                                   |                                                   |                                                   | 2                                                 |
| Ellie Leonard                                     | Justine Bateman                                   |                                                   |                                                   |                                                   |                                                   |                                                   |                                                   |                                                   |                                                   |                                                   |                                                   |                                                   |                                                   |                                                   |                                                   |                                                   |                                                   |                                                   | 4                                                 |
| Karl Mayer                                        | Richard Burgi                                     |                                                   |                                                   |                                                   |                                                   |                                                   |                                                   |                                                   |                                                   |                                                   |                                                   |                                                   |                                                   |                                                   |                                                   |                                                   |                                                   |                                                   | 1                                                 |
| Maynard James „MJ“ Delfino                        | Mason Vale Cotton                                 |                                                   |                                                   |                                                   |                                                   |                                                   |                                                   |                                                   |                                                   |                                                   |                                                   |                                                   |                                                   |                                                   |                                                   |                                                   |                                                   |                                                   | 3                                                 |
| Ms. Voorhees                                      | Dale Waddington                                   |                                                   |                                                   |                                                   |                                                   |                                                   |                                                   |                                                   |                                                   |                                                   |                                                   |                                                   |                                                   |                                                   |                                                   |                                                   |                                                   |                                                   | 2                                                 |
| Jackson Braddock                                  | Gale Harold                                       |                                                   |                                                   |                                                   |                                                   |                                                   |                                                   |                                                   |                                                   |                                                   |                                                   |                                                   |                                                   |                                                   |                                                   |                                                   |                                                   | 4                                                 | 1                                                 |
| Celia Solis                                       | Daniella Baltodano                                |                                                   |                                                   |                                                   |                                                   |                                                   |                                                   |                                                   |                                                   |                                                   |                                                   |                                                   |                                                   |                                                   |                                                   |                                                   |                                                   | 4                                                 | 1                                                 |
| Juanita Solis                                     | Kaili Say                                         |                                                   |                                                   |                                                   |                                                   |                                                   |                                                   |                                                   |                                                   |                                                   |                                                   |                                                   |                                                   |                                                   |                                                   |                                                   |                                                   | 4                                                 | 1                                                 |
| Figur                                             | Darsteller                                        | 1 (71)                                            | 2 (72)                                            | 3 (73)                                            | 4 (74)                                            | 5 (75)                                            | 6 (76)                                            | 7 (77)                                            | 8 (78)                                            | 9 (79)                                            | 10 (80)                                           | 11 (81)                                           | 12 (82)                                           | 13 (83)                                           | 14 (84)                                           | 15 (85)                                           | 16 (86)                                           | 17 (87)                                           | Gesamt                                            |

| Legende und Anmerkungen | Legende und Anmerkungen            |
| --- | ---------------------------------- |
| | Figur tritt auf                    |
| | Figur stirbt in dieser Folge       |
| | Figur tritt nur in Rückblenden auf |
| | Figur ist nur zu hören             |
| 1 Monique Polier ist lediglich in Archivmaterial zu sehen. 2 Gloria Hodge wird von einer Statistin dargestellt. 3 Wayne Davis ist nur kurz zu sehen und wird von einem Statisten dargestellt. 4 Figur ist nur im Zeitsprung am Staffelende zu sehen. |                                    |

## Episoden
| Nr. (ges.) | Nr. (St.) | Deutscher Titel       | Originaltitel                       | Erstausstrahlung USA | Deutschsprachige Erstausstrahlung (CH) | Regie          | Drehbuch                                   |
| --- | --------- | --------------------- | ----------------------------------- | -------------------- | -------------------------------------- | -------------- | ------------------------------------------ |
| 71 | 1         | Alles kommt ans Licht | Now You Know                        | 30. Sep. 2007        | 11. Feb. 2008                          | Larry Shaw     | Marc Cherry                                |
| Die Wisteria Lane ist in Aufruhr, als neue Nachbarn in die Wisteria Lane ziehen. Es ist Katherine Mayfair mit ihrer Tochter und ihrem neuen Mann. Katherine hat bereits vor einigen Jahren in der Whisteria Lane gelebt. Nach einem Gespräch mit Katherines Tochter Dylan merkt Julie jedoch, dass die Familie ein großes Geheimnis hat. Susan bekommt von ihrem neuen Gynäkologen und Nachbarn Dr. Adam Mayfair die Diagnose, dass ihre Menopause eingetreten ist. Susan ist verzweifelt, doch dann erfährt sie, dass Adam sich geirrt hat und sie eigentlich schwanger ist. Susan ist überglücklich. Gabrielle und Carlos wollen zusammen abhauen. Doch dann erfährt Carlos von Edies Suizidversuch, der eigentlich nur dafür gedacht war, dass Carlos zurück zu Edie kommt. Carlos entscheidet sich für Edie und will nur noch eine Affäre mit Gabrielle. Lynette will ihren Freundinnen nicht von ihrer Krebserkrankung erzählen, um normal mit ihnen umgehen zu können. Als eine Mutter der Schule ihrer Kinder jedoch fordert, dass Lynette sich mehr um Schulangelegenheiten kümmern müsse, outet sich Lynette als krebskrank. Ihre Freundinnen sind schockiert, wollen Lynette allerdings helfen die schwere Zeit zu überstehen. Bree und Orson merken, dass es gar nicht so leicht ist, der Nachbarschaft ihre Schwangerschaft vorzuspielen. Nachdem Lynette sich vor ihren Freundinnen geoutet hat, bekommt Bree ein schlechtes Gewissen. |           |                       |                                     |                      |                                        |                |                                            |
| 72 | 2         | Kuchenschlacht        | Smiles of a Summer Night            | 7. Okt. 2007         | 18. Feb. 2008                          | David Grossman | Matt Berry, Bob Daily                      |
| Susan gerät in einen Gewissenskonflikt, als Mike Julie eine Party untersagt, zu der Susan schon ihre Zustimmung gegeben hat. Sie verbietet Julie die Party schließlich vor Mike, schickt sie jedoch insgeheim dorthin. Doch Mike bemerkt den Schwindel. Nachdem Lynette ihren Mann nicht mehr bei ihrer Krebstherapie dabei haben will, da er zu sentimental an die Sache herangeht, bittet sie ihre Freundinnen um Hilfe. Diese erklären sich alle bereit dafür, nur Gabrielle versucht sich herauszuhalten. Als Lynette sie auf ihre Eigenart anspricht, beichtet Gabrielle, dass sie aufgrund ihrer Vergangenheit ein Problem mit Krebserkrankungen hat. Von Karen bekommt Dylan die Information, dass ihr Vater des Öfteren bei Dylan war. Von ihrer Mutter hat Dylan jedoch die Information, dass ihr Vater sie schon im Babyalter verlassen hat. Dylan fordert die Auflösung des Geheimnisses von ihrer Mutter. Bree ist außer sich, dass Katherine sie als perfekteste Hausfrau der Whisteria Lane scheinbar abgelöst hat und will unter allen Umständen ein Rezept von einem Kuchen bei Katherine klauen. Als die Familie Mayfair auftaucht, versteckt sich Bree und bemerkt durch ein Gespräch, dass Katherine tatsächlich ein großes Geheimnis verbirgt. |           |                       |                                     |                      |                                        |                |                                            |
| 73 | 3         | Scharade              | The Game                            | 14. Okt. 2007        | 25. Feb. 2008                          | Bethany Rooney | Joey Murphy, John Pardee                   |
| Susan bittet Bree um den Kontakt ihres Gynäkologen. Da Bree ihre Schwangerschaft nur vortäuscht, sucht sie einen beliebigen Arzt aus der Zeitung aus. Als sich die Praxis als Reinfall erweist, merkt Susan, dass etwas an Bree nicht stimmt. Nachdem Edie Carlos damit erpresst hat, sie zu heiraten, sucht sich Carlos Hilfe bei Al Kaminsky und will danach mit Gabrielle durchbrennen. Ihr Mann Victor macht ihm allerdings unmissverständlich klar ihn umzubringen, wenn er mit Gabrielle eine Affäre beginnen würde. Stella mischt ihrer Tochter Lynette heimlich Haschisch in ihre Brownies, um Lynettes Krebsschmerz zu lindern. Als Lynette dies herausbekommt, ist sie sauer auf ihre Mutter. Katherine erzählt eine Lüge darüber, was Dylans Vater ihr angetan hat, und erzählt, dass er sie missbraucht habe. |           |                       |                                     |                      |                                        |                |                                            |
| 74 | 4         | Plagen                | If There’s Anything I Can’t Stand   | 21. Okt. 2007        | 3. März 2008                           | Larry Shaw     | Alexandra Cunningham, Lori Kirkland        |
| Susan macht sich bei ihren neuen Nachbarn Bob und Lee direkt unbeliebt. Dies will sie geraderücken, als sie ihren Hund findet und ihn in ihrer Garage platziert, damit sie als Retterin des Hundes dasteht. Doch das schwule Nachbarspaar bekommt den Schwindel heraus und missachtet Susan wie nie zuvor. Edie bekommt von ihrem Arzt die Diagnose Filzläuse im Intimbereich. Als sie merkt, dass auch Victor ein Mittel gegen die Plagen benutzt, erschließt sich für Edie, dass Gabrielle und Carlos eine Affäre haben. Bei einem Besuch von Brees Ex-Schwiegermutter Phyllis bemerkt diese, dass Bree ihre Schwangerschaft nur vorspielt. Sie erzählt es zwar keinem, jedoch holt sie Danielle aus dem Kloster zu sich nach Hause. Katherines Tante Lillian kommt nach Hause, um dort ihren Lebensabend zu verbringen. Sie versucht stets Dylan die Wahrheit zu erzählen, doch Katherine untersagt es ihr. Kurz vor ihrem Tod schreibt Lillian die Wahrheit auf ein Blatt Papier. |           |                       |                                     |                      |                                        |                |                                            |
| 75 | 5         | Kunst ist subjektiv   | Art Isn’t Easy                      | 28. Okt. 2007        | 10. März 2008                          | David Grossman | Jason Ganzel                               |
| Ein auffälliger und lauter Springbrunnen von Bob und Lee sorgt für mächtigen Diskussionsstoff in der Whisteria Lane. Katherine ruft die Nachbarschaftswache wieder ins Leben und kandidiert neben Lynette, die durch Katherines Vorsitz Angst um das Baumhaus ihrer Kinder hat. Durch Susan, die für Katherine und gegen ihre Freundin stimmt, gelangt Katherine an die Macht. Doch es kommt nicht zum Abriss des Brunnens, da die Lebenspartner von Katherines Vergangenheit in Chicago erfahren haben. Bree schafft es Danielle von ihrer Großmutter zu holen und mit nach Hause zu bringen. Während Gabrielle wieder auf John Rowland trifft, der die Affäre zwischen ihnen wieder aufleben lassen will, Gabrielle ihn jedoch abweist, da sie schon mit Carlos eine Liebelei hat, lässt Edie Gabrielle mit Carlos beschatten und hat nun die Sicherheit, dass zwischen Gabrielle und Carlos eine Affäre existiert. |           |                       |                                     |                      |                                        |                |                                            |
| 76 | 6         | Angst                 | Now I Know, Don’t Be Scared         | 4. Nov. 2007         | 17. März 2008                          | Larry Shaw     | Susan Nirah Jaffee, Dahvi Waller           |
| Susan bemerkt, dass ihr Ehemann sie über seinen Vater stets angelogen hat und dass dieser noch lebt. Als Susan eine Erklärung verlangt, muss sie erfahren, dass Mikes Vater lebenslang wegen Mordes im Gefängnis sitzt. Susan ist zunächst geschockt. Als Carlos Edie verlässt, will sie sich rächen und verpfeift Carlos beim Finanzamt. Als dies jedoch keine Wirkung lässt, setzt sie Victor davon in Kenntnis, dass Gabrielle mit ihm Schluss gemacht hat, weil sie eine Affäre mit Carlos hat. Lynette hat den Krebs besiegt und ist überglücklich. Zu Bob und Lees Halloweenparty kommt auch die hochschwangere Danielle in Verkleidung ihrer Mutter, um ihre Schwangerschaft zu verbergen. Als Danielles Fruchtblase jedoch platzt, wird ihr Baby im Beisein des Gynäkologen Adam geboren, der schon längst von Brees unechter Schwangerschaft wusste. Danielle entscheidet sich schweren Herzens nach der Geburt zum Studieren wegzugehen. |           |                       |                                     |                      |                                        |                |                                            |
| 77 | 7         | Täuschungsmanöver     | You Can’t Judge a Book by Its Cover | 11. Nov. 2007        | 24. März 2008                          | David Warren   | Anne Flett-Giordano, Chuck Ranberg         |
| Susan erfährt von Mikes Tablettensucht. Mike schwört ihr damit aufzuhören, doch er kann sein Versprechen nicht halten. Victor nimmt Gabrielle mit auf seine Yacht. Als sie auf dem Meer von Carlos einen Anruf bekommt, dass Victor von Gabrielles Betrug Bescheid weiß, glaubt Gabrielle, dass Victor sie ermorden will und wirft ihn über Bord. Als sie mit der Yacht zurückfährt, fährt sie mit Carlos nochmals aufs Meer um Victor zu retten. Als Victor Carlos danach jedoch mit einem Messer attackiert, wirft Gabrielle Victor nochmals über Bord, jedoch taucht er nicht mehr auf. Lynette will ihre Mutter nicht mehr bei sich wohnen haben. Sie bittet ihre Schwestern um Unterschlupf für ihre Mutter. Als diese jedoch klar signalisieren, dass sie Stella hassen, bekommt dies Stella mit und fährt traurig mit einem Taxi aus der Whisteria Lane. Bree will Benjamin unter allen Umständen beschneiden lassen, Orson ist jedoch strikt dagegen, da er damit eigene Erfahrungen gemacht hat. Als Bree die Beschneidung gegen Orsons Willen durchbringt, zweifelt Orson daran, ob Bree ihn auch als Vater akzeptiert. |           |                       |                                     |                      |                                        |                |                                            |
| 78 | 8         | Treibgut              | Disant Past                         | 25. Nov. 2007        | 31. März 2008                          | Jay Torres     | Joe Keenan                                 |
| Mike verspricht Susan mit dem Tablettenkonsum aufzuhören. Als er Adam um diesen Gefallen bittet, ihm welche zu verschreiben, kann dieser dies nicht tun, da er Gynäkologe ist. Adam geht daher zu Orson und bittet ihn, für Mike Tabletten zu verschreiben, da Adam von Orsons Familiengeheimnis ebenfalls Bescheid weiß. Gabrielle und Carlos sind angespannt, als sie hören, dass Victor an Land gespült wurde. Im Krankenhaus gibt sich Victor so, als hätte er eine Amnesie, doch unter vier Augen macht er Gabrielle klar, dass er ihr Leben ruinieren wird. Lynette macht sich mit ihrem Ex-Stiefvater Glen auf die Suche nach Stella. Sie finden sie schlussendlich und beschließen, dass Stella fortan bei Glen wohnen wird. Neben Brees Familienplanung mit Benjamin vergisst sie völlig ihren anderen Sohn, Andrew. Dieser fühlt sich wie das ungeliebte Kind der Familie und beginnt sich eine Wohnung zu kaufen. Als Bree ihn besucht und ihn darauf anspricht, sprechen beide sich aus. |           |                       |                                     |                      |                                        |                |                                            |
| 79 | 9         | Tornado               | Something’s Coming                  | 2. Dez. 2007         | 7. Apr. 2008                           | David Grossman | John Pardee, Joey Murphy                   |
| Bei einer Auseinandersetzung zwischen Susan und Mike stürzt Susan die Treppe hinunter. Als sie daraufhin mit Mike ins Krankenhaus fährt und Mike gegenüber dem Krankenhauspersonal wegen der langen Wartezeit handgreiflich und an einen Stuhl gefesselt wird, erschließt sich ihm, wie ernst seine Lage ist. Die Whisteria Lane bekommt eine Tornadowarnung. Die Hausfrauen bereiten sich auf den großen Sturm vor, Gabrielle bereitet sich jedoch auf die Flucht mit Carlos vor Victor vor. Als Kaminsky die Unterlagen für das veruntreute Konto vorbeibringen will, gibt sich Edie als Gabrielle aus und nimmt die Unterlagen an sich. Als Gabrielle dies mitbekommt, streiten sie sich so darum, dass die Unterlagen vom Vorwind des Tornados wegfliegen. Gabrielle und Edie finden notgedrungen Unterschlupf in einer Kellerluke von Edies Haus. Victor wartet in Gabrielles Haus schließlich auf Carlos. Als er ihn mit seiner Pistole umbringen will, haben die beiden draußen einen großen Kampf. Während Victor von einem umherfliegenden Gartenzaunpfahl durchbohrt wird und stirbt, wird Carlos aufgrund eines umherfliegenden Backsteins, der in sein Gesicht fliegt, ohnmächtig. Bree bemerkt einige Stunden vor dem Tornado eine Auseinandersetzung zwischen Katherine und Sylvia. Als sie Sylvia daraufhin anspricht, bekommt Bree die Wahrheit über Adams Vergangenheit von Sylvia erzählt. Als Sylvia sich im Badezimmer des Hodges verbarrikadiert, holt Bree die Mayfairs zu Hilfe, jedoch können auch sie Sylvia nicht dazu bringen das Zimmer zu verlassen. Zu fünft suchen die zwei Familien nun Unterschlupf in einem anderen Zimmer, während Sylvia vor die Tür geht und vom Tornado angesaugt wird uns stirbt. Lynette hat einige Stunden davor Unterschlupf bei Karen gesucht, die jedoch nicht sonderlich Lust auf die lauten Organe von Lynettes Kindern hat. Jedoch stimmt sie zu. Zusammen mit Ida sitzen die Scavos und Karen in Karens Keller, als sie merken, dass Ida ihre Katze mitgebracht hat und Tom eine Katzenallergie hat. Als alle schlafen, will Lynette die Katze hochbringen, Karen folgt ihr jedoch um Toby wieder zurückzubringen. Als der Tornado die Tür aufreißt, wird Toby herausgeschleudert. Karen und Lynette wollen Idas Katze suchen, doch als der Tornado kommt, suchen sie Unterschlupf in Lynettes Haus. Als der Sturm aufgehört hat zu wüten merken Lynette und Karen voller Panik, dass Karens Haus samt Ida und Lynettes Familie vollends verschüttet ist. |           |                       |                                     |                      |                                        |                |                                            |
| 80 | 10        | Nach der Katastrophe  | Welcome to Kanagawa                 | 6. Jan. 2008         | 14. Apr. 2008                          | Larry Shaw     | Jamie Gorenberg, Jordon Nardino            |
| Als die verschütteten Personen aus Karens Haus geborgen werden, taucht Lynettes Familie aus den Trümmern auf, Karens beste Freundin Ida hat es jedoch nicht geschafft. Beim Ausräumen von Idas Wohnung wird Lynette klar, dass Ida ihre Kinder gerettet hat und daraufhin aufopfernd gestorben ist. Als Idas herzlose Nichte in die Whisteria Lane kommt, um ihre Möbel und die Urne abzuholen, ohne diese dort zu verstreuen, wo Ida es wollte, ergreift Lynette die Gelegenheit und vertauscht die Asche. In der Nacht verstreut Lynette mit Karen schließlich die Asche auf jenem Baseballfeld, auf dem Ida eine beeindruckende Karriere begann. Lynette wird klar, dass sie nie gemerkt hat, welch großer Mensch Ida zu Lebzeiten war. Nachdem Brees Dach vom Tornado vollends zerstört wurde, kommt sie bei Susan unter. Nachdem Susan zunächst nicht begeistert über Brees Anwesenheit war, merkte sie allmählich, dass es enorme Vorteile hat, eine tadellose Hausfrau als Mitbewohnerin zu haben. Als Bree sich um einen Dachdecker kümmert, sorgt Susan dafür, dass dieser seine Arbeit nicht aufnimmt. Als Bree dies bemerkt, beichtet Susan ihre egoistische Vorgehensweise. Während Carlos von seinem Arzt die Nachricht bekommt, für immer erblindet zu sein, es jedoch noch nicht Gabrielle beichtet, bricht für Carlos eine zweite Welt zusammen, als er von Gabrielle hört, dass das veruntreute Geld weg ist und die Familie Solis pleite ist. Katherine wirft Adam aus ihrem Haus. Beim Packen findet Adam Lillians Brief, in dem die Wahrheit über Dylan geschrieben steht. Als er merkt, dass Kathrin auch ihm nicht die richtige Wahrheit geschildert hat, trennt nicht sie sich von ihm, sondern er sich von ihr. Dylan findet schließlich ebenfalls den Zettel und ist geschockt über die Vergangenheit. |           |                       |                                     |                      |                                        |                |                                            |
| 81 | 11        | Sonntag               | Sunday                              | 13. Jan. 2008        | 29. Sep. 2008                          | David Grossman | Lori Kirkland Baker & Alexandra Cunningham |
| Susan erfährt von ihrem Cousin Tim, dass Katherine ihren Ex-Mann damals niedergeschlagen hat. Gabrielle heiratet Carlos im Krankenhaus. Als sie kurze Zeit später von Edie erfährt, dass Carlos keine Heilungschancen hat, will sie sich an ihn rächen. Bree nimmt Lynette mit in ihre Kirche. Nachdem es ihr peinlich ist, dass Lynette während der Predigt Fragen stellt, bittet sie sie darum nicht mehr in die Kirche zu kommen. Da der Priester Lynette jedoch sehr sympathisch gefunden hat, kämpft Bree nun darum, Lynette zurückzuholen, doch Lynette hat schon Halt in der katholischen Kirche gefunden. |           |                       |                                     |                      |                                        |                |                                            |
| 82 | 12        | Blind                 | In Buddy’s Eyes                     | 20. Jan. 2008        | 6. Okt. 2008                           | Larry Shaw     | Jeff Greenstein                            |
| Susan findet Orson immer wieder schlafwandelnd in ihrem Haus vor. Als Julie ebenfalls auf den schlafwandelnden Orson trifft, hört sie, wie er sich im Traum bei Mike dafür entschuldigt, ihn überfahren zu haben. Julie ist geschockt. Als Gabrielle mit Carlos auf Behindertenparkplätze parken kann, bemerkt sie, dass Carlos Erblindung auch Vorteile für sie haben kann. Bree organisiert erstmals zusammen mit Katherine den alljährlichen Ball von Fairview. Als Bree jedoch bemerkt, dass Katherine überhandnimmt und dann noch ihre Laudatio wegnimmt, rächt sich Bree mit schlechtgewordenen Essen, welches sie Katherine verabreicht. Als Katherine schließlich Bree als Gewinnerin verkündet, bekommt Bree ein schlechtes Gewissen und entschuldigt sich bei Katherine. Nachdem Bree klarstellt, dass Katherine nicht in ihr Freundschaftskreis passt, da sie ein Abbild ihrer selbst ist, hat Katherine die Meinung, dass man sich gerade deswegen gut verstehen könnte. Tom gesteht Lynette, dass er es war, der Rick Colettis neues Restaurant, das den Scavos Konkurrenz machen könnte, beschädigt hat. Lynette verzeiht Tom. Als das Restaurant allerdings einen Tag später abgebrannt wird, zweifelt Lynette an dem Charakter ihres Mannes. |           |                       |                                     |                      |                                        |                |                                            |
| 83 | 13        | Hallo kleines Mädchen | Hello, Little Girl                  | 27. Jan. 2008        | 13. Okt. 2008                          | Bethany Rooney | Susan Nirah Jaffee & Jamie Gorenberg       |
| Julie erzählt Mike, dass Orson ihn überfahren hat. Susan und Mike machen Orson schwere Vorwürfe, wollen ihm jedoch verzeihen. Bree kann ihrem Mann allerdings nicht verzeihen und trennt sich von Orson. Gabrielle kann sich nicht mit Carlos neuen Blindenhund anfreunden. Ausgerechnet von Edie bekommt Gabrielle die Erkenntnis, dass sie Carlos von nun an nicht mehr so abwertend behandeln kann. Lynette kann ihrem Mann nicht glauben, dass er nicht Ricks Restaurant niedergebrannt hat. Doch am Abend kommen Porter und Preston zu ihrer Mutter und beichten, dass sie es waren, die Ricks Restaurant angezündet haben. Wayne nimmt Kontakt zu seiner Tochter Dylan auf. Dylan trifft sich von nun an regelmäßig mit ihrem Vater, ohne es ihrer Mutter zu erzählen. |           |                       |                                     |                      |                                        |                |                                            |
| 84 | 14        | Willkommen            | Opening Doors                       | 4. Mai 2008          | 20. Okt. 2008                          | David Grossman | Dahvi Waller & Jordon Nardino              |
| Susan trifft bei der Geburtsvorbereitung auf ihren Ex-Mann Karl samt schwangerer Gattin. Susan ist erpicht darauf ihren Ex-Mann zu zeigen, dass ihre Familie genauso erfolgreich ist wie seine. Doch Mike erzählt von seiner Drogenvergangenheit. Gabrielle und Carlos lassen Ellie Leonard als Untermieterin bei sich wohnen. Als Gabrielle beobachtet, wie Ellie von vielen Männern Geld zugesteckt bekommt, versucht sie mit Bob und Lee herauszubekommen, ob Ellie sich prostituiert. Als sich dies als falsch herausstellt, erzählt Ellie Gabrielle, dass sie heimlich ein Tattoostudio in ihrem Zimmer betreibt, jedoch verkauft sie in Wirklichkeit Drogen. Lynette erfährt von ihren Zwillingen, dass Kayla sie zu der Brandstiftung angeregt hat. Aus Rache, dass sie nun auch bestraft wird, beginnt Kayla eine Intrige und erzählt ihren Geschwistern, dass sie mit einem Regenschirm vom Dach fliegen könnte. Als Preston dies ebenfalls tun will, bricht er sich seinen Arm. Kayla triumphiert. Bree bemerkt, wie Edie Orson Unterschlupf gewährt und ziemlich vertraut mit ihrem gerade verlassenen Ex-Mann ist. Katherine erfährt davon, dass ihre Tochter sich mit ihrem Vater Wayne getroffen hat. Als Dylan es ihr kurze Zeit später beichtet, sprechen Katherine und Wayne erstmals seit ihrer Trennung miteinander. Katherine macht ihren Standpunkt klar, dass sie ein anderer Mensch geworden ist und sich nicht mehr alles gefallen lassen wird. Karen sucht Idas Katze Toby, die seit dem Tornado verschollen ist. Schließlich ist Karen überglücklich den Kater gefunden zu haben und kümmert sich fortan um das Tier. |           |                       |                                     |                      |                                        |                |                                            |
| 85 | 15        | Muttertag             | Mother Said                         | 11. Mai 2008         | 27. Okt. 2008                          | David Warren   | Chuck Ranberg & Anne Flett-Giordano        |
| Susan bekommt Besuch von ihrer Schwiegermutter Adele. Adele verheimlicht es nicht, dass sie einiges an Susan auszusetzen hat. Pünktlich zu Muttertag bekommt Susan schließlich ihre Wehen und bringt einen Jungen zur Welt. Gabrielle bemerkt, dass Ellie Drogen schmuggelt und geht damit zur Polizei. Diese sind ihr schon länger auf den Fersen, wollen sie aber weitermachen lassen, um an die Drahtzieher zu gelangen. Damit Carlos seine Bewährung erstattet bekommt, müssen die Solis gute Miene zum bösen Spiel machen und mit Ellie normal umgehen. Gabrielle, die Ellie lieb gewonnen hat, fällt dies sehr schwer. Lynette sucht bei einem Familientherapeuten Hilfe. Kayla erkennt, wie sie zu ihren Gunsten handeln muss und provoziert Lynette derartig, dass sie vor laufenden Überwachungskameras geschlagen wird. Daraufhin ruft Kayla den Therapeuten an und erzählt, sie habe Angst vor Lynette. Nachdem Edie erfahren hat, dass Benjamin nicht Brees Sohn, sondern das Kind von Danielle und Austin ist, will sie Bree erpressen. Bree geht jedoch nicht auf Edies Spiel ein, sondern beichtet ihren Freundinnen die gespielte Schwangerschaft. Ihre Freundinnen haben Verständnis und zu viert machen sie Edie klar, dass sie sie nun ignorieren und hassen werden. Nachdem Edie nun sämtliches soziales Leben genommen wurde, beschließt sie aus der Whisteria Lane zu ziehen und mehr Zeit mit ihrem Sohn Travers zu verbringen. Wayne bemerkt, dass er nicht die gleiche DNA wie seine Tochter hat. Als er dann noch ein Video sieht, indem Dylan als kleines Kind eine große Narbe auf ihrem Arm hat, welche nicht mehr existiert, ist ihm klar, dass Katherines Tochter Dylan nicht mehr seine Tochter Dylan ist und schmeißt sie unliebsam aus seiner Wohnung. |           |                       |                                     |                      |                                        |                |                                            |
| 86 | 16        | Namen                 | The Gun Song (1)                    | 18. Mai 2008         | 3. Nov. 2008                           | Bethany Rooney | Matt Berry & Bob Daily                     |
| Susan und Mike haben große Probleme einen geeigneten Namen für ihr Baby zu finden. Nachdem sie sich für „Conor“ entschieden haben, bekommt Mike die Idee seinen Sohn nach seinen verstorbenen Großvater Maynard zu benennen. Susan findet den Namen zunächst schrecklich, doch als sie hört was für ein Held Mikes Großvater war, steht auch Susan voll und ganz hinter Mikes Entscheidung. Als das FBI das Haus stürmen will, bekommt Gabrielle Mitleid mit ihrer Freundin Ellie und verschafft ihr einen Weg nach draußen. Kaylas Intrigen gegenüber Lynette spitzen sich so weit zu, dass Lynette ins Gefängnis muss und Kontaktverbot zu ihren Kindern bekommt. Durch ein verstecktes Telefon redet Tom mit seiner Tochter über die Tat, die alles vor ihm gesteht. Dadurch wird Lynette freigesprochen, Kayla muss allerdings die Familie verlassen und wird von ihren Großeltern abgeholt. Als Bree von einem neuen Pfarrer aus Fairview belästigt wird, sie allerdings Abstand halten wird, will der Pfarrer Bree vor der gesamten Gemeinde lächerlich machen. Orson setzt sich für sie ein und bezahlt dafür sogar, dass er im Krankenhaus behandelt werden muss. Als Adam mit Katherine einen Orchesterauftritt von Dylan besuchen, wird Adam während der Pause von Wayne gekidnappt. |           |                       |                                     |                      |                                        |                |                                            |
| 87 | 17        | Befreiung             | Free (2)                            | 18. Mai 2008         | 10. Nov. 2008                          | David Grossman | Jeff Greenstein                            |
| Julie verlässt die Whisteria Lane zum Studieren, obwohl Susan dies sehr bedauerlich findet. Bob und Lees Hochzeit steht an. Bree ist völlig überfordert mit den Vorbereitungen. Aus Frust, dass Katherine ihr nicht geholfen hat, sucht sie sie in ihrem Haus auf. Katherine wird dort jedoch von Wayne gefangen gehalten. Ellie, die in Katherines Haus Schutz sucht, wird sogleich von Wayne erschossen. Um Bree dies zu ersparen, erzählt Katherine ihrem Ehemann das dunkle Geheimnis um Dylan. Adam gelingt es aus der Gefangenschaft zu entkommen und er verschafft sich ebenfalls Zugang in Katherines Haus. Bei einem Showdown erschießt Katherine Wayne aufgrund von Hass und Angst, da Wayne ihr deutlich klargemacht hat, dass er sich rächen wird, wenn er wieder aus der Haft entlassen wird. Bree sorgt dafür, dass ihre Freundinnen für Katherine so aussagen, dass es wie Notwehr aussieht. Die Freundinnen haben Erfolg. 5 Jahre später: Katherine lebt immer noch in der Whisteria Lane und ist gut befreundet mit den Frauen. Dylan ist nach Frankreich gezogen und hat sich dort mit ihrem Freund Bradley verlobt. Lynette muss von Tom erfahren, dass ihre Zwillinge wieder eine Straftat begangen haben. Bree ist eine souveräne Geschäftsfrau geworden. Sie lebt wieder mit Orson zusammen und ihr Sohn Andrew ist ihr Geschäftsführer geworden. Gabrielle hat zwei Kinder, mit denen sie vollends überfordert ist. Es scheint, als wäre ihr Leben lange nicht mehr so glamourös wie zuvor. Susan hat einen neuen, unbekannten Mann an ihrer Seite. |           |                       |                                     |                      |                                        |                |                                            |

### Episodenbesonderheiten
| Nr. | Episode                                                 | Besonderheit |
| --- | ------------------------------------------------------- | --- |
| 1   | Alles kommt ans Licht (Now You Know)                    | Erste Folge der vierten Staffel. Katherine Mayfair, Dylan Mayfair und Dr. Adam Mayfair treten in dieser Folge erstmals in der Serie auf und tragen das große Staffelgeheimnis. |
| 2   | Kuchenschlacht (Smiles of a Summer Night)               | Al Kaminsky taucht erstmals in dieser Folge in der Serie auf. |
| 3   | Scharade (The Game)                                     | |
| 4   | Plagen (If There’s Anything I Can’t Stand)              | Bob Hunter und Lee McDermott tauchen in dieser Folge erstmals auf. Rex’ Mutter Phyllis hat in dieser Folge einen Gastauftritt, nachdem sie ein fester Castbestand in Staffel 2 war. Lillian Simms stirbt in dieser Folge. |
| 5   | Kunst ist subjektiv (Art Isn’t Easy)                    | Phyllis Van de Kamp hat in dieser Folge ihren letzten Auftritt. Jesse Metcalfe hat in dieser Folge einen Gastauftritt. |
| 6   | Angst (Now I Know, Don’t Be Scared)                     | Danielles Sohn Benjamin wird in dieser Folge geboren. Danielle hat in dieser Folge ihren letzten Auftritt in dieser Staffel. Danach tritt sie nur noch vereinzelt in späteren Episoden auf. |
| 7   | Täuschungsmanöver (You Can’t Judge a Book by Its Cover) | |
| 8   | Treibgut (Disant Past)                                  | Sylvia Greene und Detective Lyons haben in dieser Folge ihren ersten Auftritt. |
| 9   | Tornado (Something’s Coming)                            | Teuerste Episode, die von der Serie produziert wurde. Zweite Katastrophenfolge. Ida Greenberg, Sylvia Greene, Victor Lang und Al Kaminsky sterben bei dem Tornado, der in dieser Folge über der Whisteria Lane wütet. |
| 10  | Nach der Katastrophe (Welcome to Kanagawa)              | |
| 11  | Sonntag (Sunday)                                        | Wayne Davis ist in dieser Folge erstmals zu sehen. |
| 12  | Blind (In Buddy’s Eyes)                                 | Rick Coletti kehrt ab dieser Folge zurück. |
| 13  | Hallo kleines Mädchen (Hello, Little Girl)              | Orsons Geheimnis, dass er Mike überfahren hat, wird in dieser Folge aufgelöst. |
| 14  | Willkommen (Opening Doors)                              | Ellie Leonard hat in dieser Folge ihren ersten Auftritt. Karl Mayer tritt in dieser Folge mit einem Gastauftritt auf. |
| 15  | Muttertag (Mother Said)                                 | Susans Sohn MJ wird in dieser Folge geboren. Edie Britt verlässt in dieser Folge die Whisteria Lane und kehrt erst fünf Serienjahre später in die Straße zurück. |
| 16  | Namen (The Gun Song)                                    | Der letzte Auftritt von Kayla Scavo, Doppelfolge mit Folge 17 |
| 17  | Befreiung (Free)                                        | Doppelfolge mit Folge 16. Viertes Staffelfinale. Auflösung des Staffelgeheimnisses. Letzter Auftritt von Dr. Adam Mayfair. Tod von Wayne Davis und Ellie Leonard. Lillian Simms und Mary Alice Young treten in Flashbacks auf. Celia Solis, Juanita Solis jr. und Jackson Braddock werden als Rollen in dieser Folge eingeführt. Letzte Folge vor dem finalen Zeitsprung von fünf Jahren. |

### Staffelgeheimnis: Das Geheimnis der Familie Mayfair
Das große Geheimnis der vierten Staffel von Desperate Housewives beinhaltet die mysteriöse Vergangenheit von Katherine Mayfair und die Wahrheit über Katherines Tochter Dylan. Die Auflösung des Geheimnisses kann man im Hauptartikel vorfinden.
Hier ist aufgelistet, welche Fakten über das Geheimnis in der Staffel gelüftet worden sind.
| Folge | Entdeckung |
| ----- | --- |
| 1     | Katherine, Adam und Dylan ziehen in die Whisteria Lane. Sie wohnten schon früher dort. |
| 1     | Dylan kann sich nicht mehr an ihre Jugendfreundin Julie erinnern. |
| 1     | In der Vergangenheit hat Katherine Hals über Kopf die Whisteria Lane verlassen ohne sich von ihren Nachbarn zu verabschieden. |
| 1     | Katherine war strikt dagegen, dass Dylan ihre Vergangenheit aufarbeitet. |
| 1     | Julie glaubt, dass Dylan nicht dasselbe Mädchen ist, wie sie es in ihrer Kindheit kannte. |
| 1     | In einem Zimmer des Hauses ist etwas sehr Schreckliches passiert. |
| 1     | Katherine musste unfreiwillig wieder in die Whisteria Lane ziehen. |
| 2     | Kurz vor Katherines Abreise war sie sehr nervös und drängte ihre Freundinnen ab. |
| 2     | Dylan hat von Katherine falsche Informationen über ihren Vater bekommen. |
| 3     | Katherine ist sehr eifersüchtig und erträgt es nicht, wenn ihr Ehemann anderen Frauen zu nahe kommt. |
| 4     | Lillian und Katherine haben mit Dylan eine Straftat begangen und etwas vertuscht. Lillian erträgt es nicht, mit diesem Geheimnis in den Tod zu gehen und schreibt es auf ein Zettel. |
| 5     | Etwas Schlimmes ist im Krankenhaus in Chicago vorgefallen, was mit der Untreue von Katherines Mann Adam zu tun hat. |
| 7     | Katherine hat große Angst vor ihrem Ex-Mann. |
| 8     | Sylvia Greene und Dr. Adam Mayfair hatten ein inniges Verhältnis. |
| 9     | Sylvia Greene war eine Patientin von Adam. |
| 9     | Die Mayfairs sind wegen Sylvias Beschuldigungen zur sexueller Belästigung nach Fairview gezogen. |
| 9     | Adam hat tatsächlich mit Sylvia geschlafen. |
| 10    | Katherine hat Adam erzählt, dass ihr Ex-Mann Schuld an dem Schicksalsschlag um Dylan hatte, jedoch war es laut Lillians Brief Katherine, die die Schuld dafür trägt. |
| 10    | Als Dylan die Wahrheit durch den Brief ihrer Großtante Lillian erfährt, ist sie geschockt. |
| 11    | Katherines Mann Wayne Davis war stets gewalttätig gegenüber Katherine. |
| 11    | Katherine hat ein Grab in einem Wald, wo eine geliebte Person begraben worden ist. |
| 11    | Laut Lillian wurde Dylans Vater ermordet. |
| 13    | Dylans Vater Wayne Davis lebt und nimmt Kontakt zu Dylan auf. |
| 15    | Wayne ist genetisch nicht mit Dylan verwandt. |
| 15    | Wayne merkt, dass Dylan nicht die Narbe an ihrem Arm hat, die sie in einem Kindheitsvideo hat. |
| 17    | Auflösung: Katherine ist vor Jahren fluchtartig aus der Wisteria Lane verschwunden, und niemand wusste, warum. Jetzt, da sie wieder da ist, kommt das Geheimnis ans Licht. Vor 14 Jahren versuchte Katherine ihren damaligen Ehemann Wayne anzuzeigen, da er sie wiederholt geschlagen hatte und sie befürchtete, dass er auch gegenüber ihrer Tochter Dylan handgreiflich werden würde. Da jedoch ihr Ehemann als Polizist gute Kontakte zu den Behörden hat, verschwand die Anzeige. Eine Polizistin riet Katherine, ihre Tochter zu nehmen und so schnell wie möglich zu verschwinden. Sie floh daraufhin in die Wisteria Lane zu ihrer Tante Lillian Simms. Doch nach einigen Monaten kam ihr Wayne hinterher. Da ihr keine Zeit zur Flucht blieb, suchte sie die Konfrontation mit ihrem Mann. Zuvor hatte sie eine Puppe von Dylan, die ihr ihr Vater geschenkt hatte, auf einen hohen Schrank gelegt. Das Gespräch mit Wayne verlief lautstark, und Katherine schlug ihn mit einem Kerzenleuchter nieder. Lilly kam hinzu, weil sie Krach gehört hatte, und erkundigte sich nach Katherine. Diese schien jedoch glücklich und glaubte Wayne endlich los zu sein. Die beiden bemerkten jedoch, dass der Krach nicht von dem Handgemenge von Katherine und Wayne gekommen war, sondern von Dylan, die versucht hatte, ihre Puppe vom Schrank zu holen. Dabei war Dylan vom Schrank erschlagen worden. Lilly und Katherine vergruben die Leiche, da sie Angst hatten, dass die Polizei davon ausgehe, Katherine habe ihre Tochter umgebracht, um sie von Wayne fernzuhalten. Da Katherine wusste, dass Wayne sie umbringen würde, falls er dies jemals herausfinden sollte, besuchte sie ein rumänisches Waisenhaus. Dort fand sie ein Mädchen, deren Mutter während der Geburt gestorben war und deren Vater ermordet wurde. Das Mädchen gab sie als Dylan aus, da sie ihr verblüffend ähnlich sah, und zog nach Chicago, wo sie ihren neuen Mann Adam kennenlernte. Adam erzählte sie jedoch immer, dass Wayne für den Tod von Dylan verantwortlich gewesen sei. |

### Flashbacks in der Serie
In der Staffel treten häufig Erinnerungen an früher in Erscheinungen. Neben den erwähnten Flashback-Episoden im Hauptartikel, wo die ganze Folge auf diese Flashbacks basiert, sind hier alle Flashbacks der vierten Staffel aufgelistet, an die sich die Rollen erinnern. In Flashbacks treten meist auch tote Charaktere als Gastrolle auf.
| Folge | Person            | Erinnerung | Gastrolle                                                   |
| ----- | ----------------- | --- | ----------------------------------------------------------- |
| 2     | Susan Delfino     | Als Susan an Katherines Tür klopft, erinnert sich Susan daran, wie sie Katherines an selber Stelle zum letzten Mal gesehen hat. Vor einigen Jahren hat sie mit Mary Alice an ihrer Tür geklopft, um zu fragen, warum sie wegzieht. Katherine war sehr nervös und in Eile. Sie fertigte ihre Freundinnen recht schnell an der Haustür ab. Nach dieser Erinnerung merkt Susan, dass etwas an Katherines Rückkehr mysteriös ist. | Mary Alice Young (†S01)                                     |
| 11    | Katherine Mayfair | Nach Adams Trennung erinnert sich Katherine daran, dass ihr Ex-Mann Wayne Davis sie stets geschlagen hat, sich danach immer wieder entschuldigt hat, allerdings immer weiter gemacht hat. Eines Tages hat dann Katherine ihn mit einem Kerzenständer niedergeschlagen. | Wayne Davis                                                 |
| 11    | Tim               | Susans Cousin Tim erzählte Susan, wie er eine Auseinandersetzung zwischen Katherine und Wayne mitbekommen hat, als er Katherine damals Blumen vorbeibringen wollte. Katherine erschlug ihren Mann mit düsteren Blick mit einem Kerzenständer. Danach ist Tim aus Angst weggerannt. | Wayne Davis                                                 |
| 17    | Katherine Mayfair | Katherine erinnert sich am Anfang der Folge daran, wie sie sich Hilfe bei der Polizei holen wollte, nachdem sie ihren gewalttätigen Ehemann Wayne verlassen hat. Die Polizistin rät ihr, aus Fairview zu verschwinden, da Wayne zu gute Kontakte mit der Polizei hat. Ein zweiter Flashback von Katherine passiert, indem sie Wayne unter Bedrohung mit einer Schusswaffe die Wahrheit über Dylan erzählt. Nachdem Wayne sich Zugang zu Lillians Haus verschafft hat, schafft es Katherine durch eigene Gewalt Wayne zu vertreiben. Ihre Tochter Dylan hat jedoch am selben Abend einen Unfall, als sie ihre Puppe von ihrem Regal holen will. Allerdings kracht das Regal über ihr zusammen und Dylan stirbt. Da Lilly sich sicher ist, dass Wayne Katherine dafür umbringen will, vergraben sie Dylan und holten in einem rumänischen Waisenhaus ein Mädchen, das genauso aussieht wie Dylan und ziehen aus der Whisteria Lane. | Mary Alice Young (†S01) Lillian Simms (†04) Dylan Davis (†) |

### Todesfälle der Staffel
| Folge | Person              | Art des Todes    | Handlung |
| ----- | ------------------- | ---------------- | --- |
| 4     | Lillian Simms       | Altersschwäche   | Um ihren Lebensabend zu verbringen, kommt Lillian Simms in ihr altes Haus zurück, indem momentan ihre Nichte Katherine wohnt. Da sie um ein schlimmes Geheimnis über Katherines Tochter Dylan Bescheid weiß, Katherine es ihr jedoch untersagt, Dylan darüber zu informieren, schreibt Lillian die Wahrheit auf ein Blatt Papier. Wenige Momente später stirbt Lillian. |
| 9     | Al Kaminsky         | Stromschlag      | Nachdem er vermeintlich Edie, die sich als Gabrielle ausgegeben hatte, Carlos veruntreutes Geld überreicht hat, wurde er auf dem Nachhauseweg aufgrund des Sturms des Tornados mit seinem Auto an einen Strommast geprellt. Dort kam er mit dem Strom in Berührung und starb daraufhin aufgrund der elektrischen Leitung.                                               |
| 9     | Victor Lang         | Erstochen        | Bei einer Rangelei mit Carlos während des Tornados wird Victor von einem umherfliegenden Gartenzaunpfahl durch die Brust erstochen. |
| 9     | Sylvia Greene       | Tornado          | Beim Verlassen von Brees Haus gerät Sylvia in die Windhose des Tornados, wird angesaugt und einen Tag später tot auf einem Baum von Kayla Scavo gefunden. |
| 9     | Ida Greenberg       | Verschüttung     | Als der Tornado das Haus von Karen zerstörte, in der Ida mit den Scavos Unterschlupf suchte, rettete sie Tom und seine Kinder in eine Kuhle, in der sie nicht verletzt werden konnten. Da für Ida dort kein Platz war, opferte sie sich auf und starb beim Zusammentreffen des Tornados.                                                                                |
| 16    | Maynard Delfino sr. | Altersschwäche   | Kurze Zeit nach der Entbindung von Mikes und Susans Baby, bekommt Mike die Nachricht, dass sein geliebter Großvater Maynard gestorben ist. Daraufhin nennt Mike sein Kind Maynard. Später wird sein Name unter „MJ“ abgekürzt. |
| 17    | Ellie Leonard       | Schussverletzung | Als Ellie Leonard bei der Flucht von der Polizei Zuflucht in Katherines Wohnung sucht, findet dort jedoch eine Geiselnahme statt. Daraufhin erschießt Wayne Ellie durch einen Schuss durch ihre Brust. |
| 17    | Wayne Davis         | Schussverletzung | Nachdem Wayne Katherine und Bree als Geiseln genommen und Ellie umgebracht hat, liegt Wayne am Boden und Katherine hat die Möglichkeit ihren verhassten Ex-Mann umzubringen. Sie tut es schließlich, doch dank ihren Freundinnen lässt sich die Tat als Notwehr darstellen.                                                                                             |